# Matt Salinger
Matthew Robert Salinger, krajše Matt Salinger, ameriški igralec, * 13. februar 1960.
Matt Salinger je sin pisatelja J. D.-ja Salingerja in psihologinje Claire Douglas. Diplomiral je na Akademiji Phillips, nato obiskoval Univerzo Princeton in naposled diplomiral na Univerzi Columbia iz umetnostne zgodovine in gledališke igre.
Salinger je debitiral leta 1984 v filmu Maščevanje piflarjev, najbolj pa je verjetno poznan po glavni vlogi iz filma iz leta 1990, Captain America, ki je posnet po stripu serije Marvel Comics.
Odtlej je nastopil v filmu What Dreams May Come in nekaterih epizodah televizijskih nanizank Zakon in red: Enota za posebne primere in 24. Kot producent je sodeloval pri nastanku filmov Let the Devil Wear Black in Mojave Moon. Salinger trenutno deluje v gledališču, tako v igralski kot v režiserski vlogi. Leta 2000 je kot producent soustvaril igro The Syringa Tree, ki je osvojila nagrado Drama Desk Award.
V nasprotju s svojo sestro Margaret, ki je leta 1999 izdala knjigo spominov na svoje otroštvo z naslovom Dream Catcher, je Matt zaprisežen zaščitnik očetove zasebnosti in njegovega boja z neželeno publiciteto. Nekaj tednov po izdaji Margaretine knjige je namreč napisal pismo časniku The New York Observer in ovrgel sestrine »gotske bajke o najinem domnevnem otroštvu.« 
Matt se je leta 1985 poročil z oblikovalko nakita Betsy Becker, s katero živita v okrožju Fairfield County, Connecticut. Imata dva sinova, Gannona in Averyja.